# Donka Uszlinowa
Donka Uszlinowa, bułg. Донка Ушлинова (ur. 21 grudnia 1880 we wsi Smiliewo, zm. 27 czerwca 1937 w Warnie) – podoficer armii bułgarskiej, działaczka Wewnętrznej Macedońskiej Organizacji Rewolucyjnej.

## Życiorys
Pochodziła z małej wsi w zachodniej Macedonii. W wieku 15 lat wyszła za mąż za Stawri Christowa ze wsi Łera. Kiedy jej mąż opuścił wieś, by szukać pracy, Donka wraz z bratem Apostołem i jego żoną wzięła udział w zabójstwie właściciela ziemskiego ze wsi Łera – Redżo beja, który gnębił miejscowych chłopów. Po zabójstwie cała trójka uciekła w góry, dołączając do oddziału Sławejko Arsowa. Wkrótce Donka Uszlinowa wstąpiła do Wewnętrznej Macedońskiej Organizacji Rewolucyjnej. Za swoją działalności została zaocznie skazana przez władze osmańskie, a jej dom we wsi Łera został zniszczony.
Wzięła aktywny udział w powstaniu ilindeńskim, uczestnicząc w 20 potyczkach z wrogiem w okolicach Bitoli. Po upadku powstania przedostała się do Bułgarii i zamieszkała w Warnie, gdzie mieszkał jej brat, Apostoł. Tam też ponownie spotkała się z mężem. W czasie I wojny bałkańskiej wstąpiła do drużyny kosturskiej, stanowiącej część Korpusu Macedońsko-Odryńskiego (Македоно-одринското опълчение), walczącego u boku Bułgarii. Wzięła udział w bitwie pod Sarköy, bitwie pod Gallipoli i w działaniach na Osogowskiej Płaninie. Za swoją postawę została dwukrotnie odznaczona Orderem Waleczności (3 i 4 klasy).
Po wybuchu I wojny światowej, Uszlinowa wstąpiła jako ochotniczka do 2 macedońskiego pułku piechoty (późniejszego 60 pułku piechoty), wchodzącego w skład 11 dywizji piechoty. Brała udział w bitwach pod Jarebcziną, Dojranem i Kruszą. W 1917 awansowana na stopień sierżanta, otrzymała także po raz kolejny order Za Odwagę, który wręczył jej osobiście gen. Nikoła Żekow. Po wojnie powróciła do Warny. Zapomoga od państwa w wysokości 10 tys. lewa pozwoliła rodzinie Uszlinow postawić dom, a w 1924 przyszedł na świat ich syn Aleksander. Do swojej śmierci Donka Uszlinowa działała w organizacji skupiającej oficerów rezerwy armii bułgarskiej.